# Антоніо Ферранте Гонзага
Антоніо Ферранте Гонзага (італ. Antonio Ferrante Gonzaga; 9 грудня 1687 — 16 квітня 1729) — 5-й герцог Гуастальський в 1714—1729 роках.

## Життєпис
Походив з династії Гуастальських Гонзага. Старший син Вінченцо Гонзага, герцога Гуасталльського, і його другої дружини Марії Вітторії Гонзага. Народився 1687 року в Гуасталлі. Спроба долучитися до бойових дій під час війни за іспанську спадщину довела про відсутність у нього військового хисту. У 1714 році після смерті батька успадкував герцогство. Виявив нелюдимість й недовірливість, що ймовірно було наслідком поверхневої освіти, природного каліцтва (він кульгав) та стресу, внаслідок окупації герцогства французами у 1702—1706 роках. Приховував усе під брутальним характером. Найбільше полюбляв полювання.
Він був заручений з Марією Кароліною Собеською, онукою Яна III Собеського, короля Речі Посполитої, але та відмовилася. Тому одружився з Маргаритою Чезаріні. Невдовзі запідозрив молодшого брата Джузеппе у змові, тому наказав того схопити та вивезти за межі герцогства, де тримав в ув'язненні.
1725 року помирає дружина. 1726 року встановив дипломатичні відносини з Російською імперією, звернувшись листом до імператриці Катерини I. 23 лютого 1727 року в Дармштадті пошлюбив Теодору, доньку принца Філіпа Гессен-Дармштадтського.
1729 року Антоніо Ферранте живцем згорів у результаті нещасного випадку: прийшовши з полювання як зазвичай намастив тіло спиртом та підійшов до каміна, внаслідок чого в момент спалахнув. Владу успадкував його молодший брат Джузеппе Марія Гонзага.